# Dade Behring
Dade Behring Inc. — американо-германская компания, занимавшаяся производством оборудования для микробиологических, биохимических и различных клинических исследований. Компания была создана в 1997 году слиянием Dade International и Behring Diagnostics, подразделения Hoechst AG.
6 ноября 2007 года концерн Siemens AG завершил выкуп акций компании.